# Fabriciana elwesi
Fabriciana elwesi är en fjärilsart som beskrevs av Reuss 1921. Fabriciana elwesi ingår i släktet Fabriciana och familjen praktfjärilar. Inga underarter finns listade i Catalogue of Life.